# Воклиз
Воклиз (фр. Vaucluse) департман је у јужној Француској. Припада региону Прованса-Алпи-Азурна обала, а главни град департмана (префектура) је Авињон. Департман Воклиз је означен редним бројем 84. Његова површина износи 3.567 км². По подацима из 2010. године у департману Воклиз је живело 555.240 становника, а густина насељености је износила 156 становника по км².
Овај департман је административно подељен на:
- 3 округа
- 24 кантона и
- 151 општина.

## Демографија
| 1999.   |
| ------- |
| 499.685 |